# Kukës (obec)
Okres Kukës (albánsky Rrethi i Kukësit) je okres v Albánii, rozkládá se na severovýchodě země u hranic s Kosovem. Žije v něm 64 000 obyvatel (odhad z roku 2004), jeho rozloha činí 956 km² (jedná se o jeden z velkých okresů). Hlavním městem je Kukës; město, jež vzniklo v časech socialismu poté, kdy bylo zaplaveno to staré přehradou. Krajina je zde hornatá, v údolích hor jsou vesnice, kde život nebyl ovlivněn ani islámem, ani socialismem, ani moderní dobou.